# Sonja (Roman)

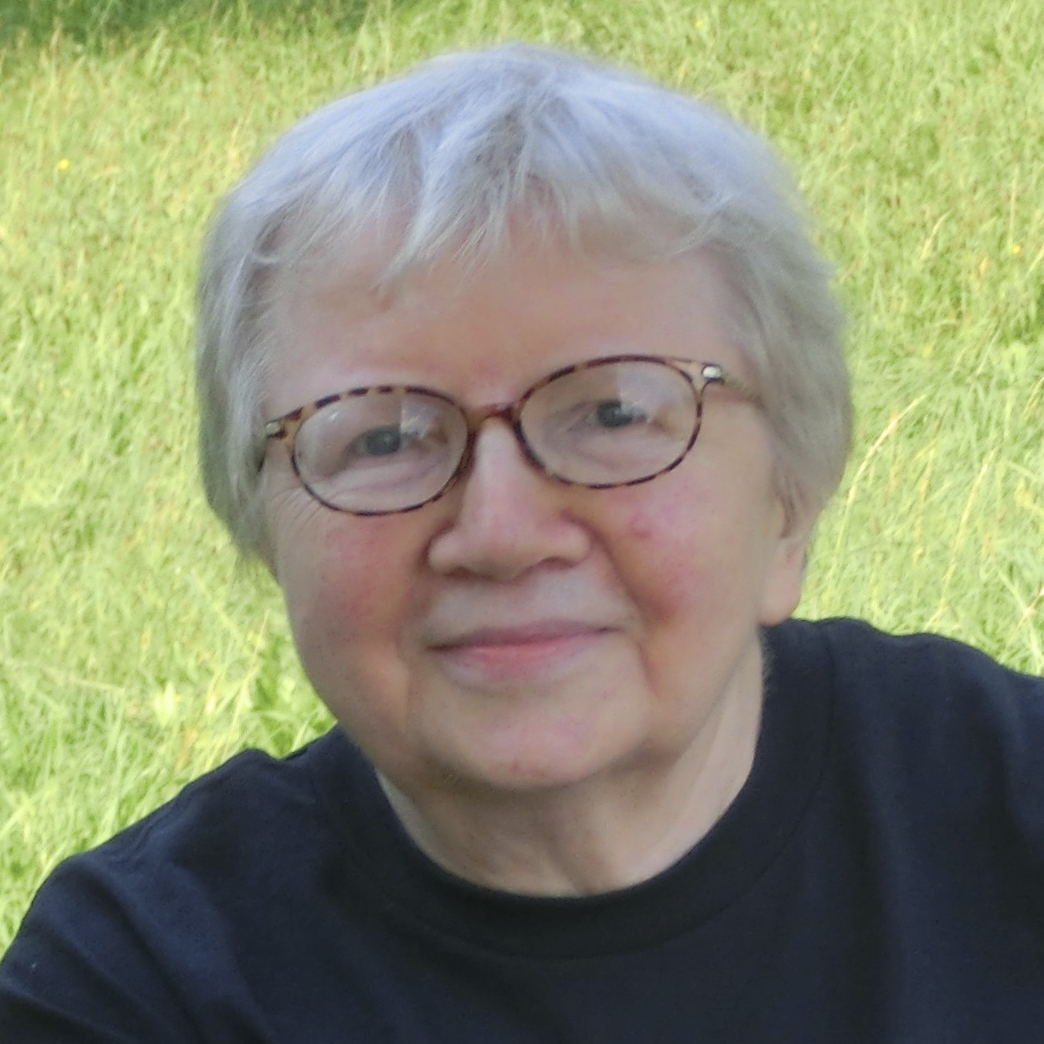
Luise F. Pusch, Autorin von „Sonja“

Sonja. Eine Melancholie für Fortgeschrittene ist ein autobiographischer Roman aus dem Jahr 1980. Verfasst zwischen 1976 und 1979, erschien er unter dem Pseudonym Judith Offenbach. Erst 1998 machte die deutsche Linguistin Luise F. Pusch öffentlich, dass sie die Autorin ist. Der Roman schildert das Zerbrechen der Liebe von Judith und Sonja unter der Last gesellschaftlicher Bedingungen, mündend in Sonjas Freitod, sowie die folgende Phasen von Trauer, Reflexion und Erkenntnis von Judith. Die Ereignisse beruhten auf dem Leben Puschs und wurden nur geringfügig verändert.
Das Buch wurde zeitgenössisch vielfältig rezipiert und gilt heute als „wichtigster Verständigungstext lesbischen Lebens“ der 1980er Jahre.

## Handlung
Im Jahr 1965 ist Judith Studentin der Mediävistik an der Universität Hamburg. Sie lebt in einem Studentenwohnheim und lernt dort die seit einem 1962 gescheiterten Selbstmordversuch querschnittgelähmte Sonja kennen. Sie verlieben sich ineinander, leben für die nächsten zweieinhalb Jahre im Studentenwohnheim zusammen und ziehen dann in eine kleine Wohnung. In der Öffentlichkeit wird Judith meist als „Betreuerin“ von Sonja wahrgenommen. Ihr Versuch eines „normalen“ Zusammenlebens leidet zum einen unter den Einschränkungen der Rollstuhl nutzenden Sonja, vor allem aber daran, dass beide nicht offen lesbisch leben können. Insbesondere Judith hat regelrechte Panik, als Lesbe erkannt zu werden und damit ihre akademische Karriere zu gefährden. Die innere Abspaltung Judiths von der Partnerschaft mit Sonja führt zu einer Krise der Beziehung, in ihr entwickelt Sonja dann auch eine Alkoholabhängigkeit. 1973 trennt sich Judith von Sonja und zieht nach Bremen, Sonja versucht durch einen Selbstmordversuch Judiths Rückkehr zu erzwingen, Judith weist dies aber zurück. In den Folgejahren unternimmt Sonja zwei weitere Versuche, sich umzubringen, bis ein dritter Anlauf im März 1976 gelingt.
Nach dem Tod Sonjas beginnt Judith die Beziehung, ihre Rolle darin und das Scheitern zu reflektieren. Sie beginnt eine Psychotherapie, führt neue Beziehungen, arbeitet an ihrer akademischen Karriere und verfasst das Sonja-Buch. Zunehmend erkennt sie, wie sehr die gesellschaftlichen Bedingungen, geprägt von Homophobie, für das Scheitern ihrer Liebe und den Tod von Sonja verantwortlich waren. Diese Erkenntnis hilft ihr, zu sich selbst zu stehen, und sie beteiligt sich zunehmend an Frauen- und Lesbengruppen.

## Text
Pusch begann kurz vor dem Tod Sonjas eine Psychotherapie, ihr Therapeut ermutigte sie, die Geschichte ihrer Beziehung niederzuschreiben. Ursprünglich beabsichtigte Pusch mit dem Roman „eine, meine Liebeserklärung“ an Sonja zu schreiben, ihr „ein Denkmal zu setzen“. Mit zunehmender Reflexion der Ereignisse wurde dann das Motiv der gesellschaftlichen Bedingungen relevanter, „Ich führte ihren Tod auch auf die unmenschlichen Bedingungen zurück, unter denen Lesben damals leben mussten. […] Die Gesellschaft war da an uns schuldig geworden, das verdiente, aufgeschrieben zu werden.“ Während der Abfassung bereits las sie die entstandenen Texte ihrem Psychotherapeuten sowie später auch einer Zürcher Lesbengruppe vor und besprach sie dort.
Der Roman ist streng autobiographisch angelegt, Pusch veränderte im Wesentlichen nur Details wie Namen, Studiengänge oder Daten. Der tagebuchartig angelegte Text ist in drei Teile mit 83 Kapiteln gegliedert, die jeweils mit dem Datum der Niederschrift überschrieben sind und vom 24. August 1976, wenige Monate nach dem Tod Sonjas, bis zum 12. November 1979, dem Abschluss der Niederschrift des Buches, reichen. Dabei überschneiden sich zwei Zeitebenen, zum einen die der geschilderten Ereignisse von 1965 bis 1976 und zum anderen die der Niederschrift des Buches von 1976 bis 1979. Die Kapitel beginnen meist mit einer kurzen Schilderung gegenwärtiger Verhältnisse oder Ereignisse, bevor sie rückblickend aus Judiths Erinnerung heraus die Geschichte von ihr und Sonja erzählen.

## Pseudonym
Um ihre wissenschaftliche Karriere durch ein Coming-out als lesbische Frau nicht zu gefährden (Pusch arbeitete zur Zeit der Niederschrift bereits an ihrer Habilitation) und aus Rücksicht auf die Familie von Sonja, entschied Pusch sich, den Roman unter Pseudonym zu veröffentlichen. Im Klappentext des Buches erfand Pusch auch eine – eng an die eigene angelehnte – fiktive Biographie für Judith Offenbach. Den Namen entnahm sie der Durchsicht ihrer Schallplattensammlung, bei der sie auf Vorschlag einer Freundin am Namen von Jacques Offenbach hängenblieb, den sie mit Judith als weiblichem Namen unter anderem wegen der „Symbolik mit der Judith: eine kämpferische Frau“ kombinierte. Wenngleich bereits zeitgenössisch die Identität der Autorin kein absolutes Geheimnis war (so kannten z. B. Studentinnen Puschs ihre Identität), löste Pusch erst mit der Neuauflage 1998 das Pseudonym öffentlich auf.
Pusch nutzte das Pseudonym neben dem Roman auch für die Veröffentlichungen zweier Erzählungen und einer Rezension in der Schweizer Zeitschrift Lesbenfront zwischen 1981 und 1987. In derselben Zeitschrift erschien 1978 ein Vorabdruck aus Sonja unter dem Titel Erinnerungen an Sandra und dem Autorinnenpseudonym „Anna“ sowie nach der Veröffentlichung des Romans ein Interview mit „Judith Offenbach“.

## Rezeption
Sonja hatte 1989 die vierte Auflage und 32.000 verkaufte Exemplare erreicht. 1998 wurde das Buch in einer Neuausgabe veröffentlicht, erstmals unter dem wahren Namen der Autorin. 2006 waren 42.000 Exemplare verkauft worden. 2022 war es in der achten Auflage.
Sonja wurde zeitgenössisch insbesondere in der Frauen- und Lesbenbewegung breit rezipiert, naturgemäß stand hier vor allem die adäquate Reflexion spezifischer Frauen- bzw. Lesbenthemen im Vordergrund. Feministische Literaturkritikerinnen beschäftigten sich mit dem Buch nur in Nebensätzen und zu „Offenbachs“ Ungunsten. Sigrid Weigel kritisierte eine fehlende sprachlich-literarische Arbeit am Text, Marianne Schuller und Jutta Kolckenbrock-Netz verrissen den Roman als „sensationistisch aufgemachte Geschichte einer lesbischen Liebe mit tödlichem Ausgang […], der jede Art von sprachlichem Darstellungs- und damit auch literarischem Kommunikationsvermögen abgeht“, allein Evelyne Keitel gestand dem Text zu, dass „unter rein formalem Aspekt die ständige Wiederholung des immer Gleichen die Bedingung dafür [sei], dass der Text nicht nur intellektuell, sondern auch emotional als bedrückend erlebt wird.“
Deutlich positivere Rezensionen in Zeitschriften der Frauen- und Lesbenbewegung betonten hingegen den Aspekt der Realitätsnähe und zogen häufig Vergleiche mit eigenen Lebenserfahrungen. In der Zürcher Lesbenfront hieß es: „ich finde ja so vieles Scheisse, was Sonja und du geboten habt, und trotzdem kann ich mich nicht richtig von euch absetzen, denn ich erkenne mich selbst wieder in deinem Text, unsere Situation als Frauen, Lesben dazu“. Alexandra von Grote schrieb in der Courage: „Klar wie selten erfahre ich in diesem Buch, wie es zum Zustand der Selbstentmündigung kommt, die wir oftmals in Lesbenbeziehungen kennen, und was dieser Zustand nach sich zieht.“ In der Emma hielt die Rezensentin fest, sie habe „dieses Buch fast in einem Stück gelesen. Vieles darin erinnert mich an eigene und mir bekannte Erfahrungen lesbischer Frauen: sexuelle Unerfahrenheit und Verklemmtheit, Isolation als Paar von normalen lesbischen und selbstverständlichen heterosexuellen Freunden etwa oder der Kampf, von den Eltern akzeptiert zu werden.“ Veronica Schaller beschrieb in ihrer Rezension für die Schweizer Zeitschrift Emanzipation ihre skeptische Haltung gegenüber der Protagonistin während der Lektüre, resümierte aber: „vielleicht gerade wegen der vielen Fragezeichen bleibt das Buch für mich faszinierend. Nicht nur vom Inhalt her, sondern auch wegen der Schreibart.“
Intensiv war die Rezeption beim Publikum. Zahlreiche lesbische Frauen erkannten Züge des eigenen Lebens in der Geschichte wieder, insbesondere der Aspekt internalisierter Homophobie, der in Selbsthass umschlägt – oder wie „Offenbach“ in einem Interview sagte, „die Zusammenhänge zwischen meinen Ängsten und all den gesellschaftlichen Zwängen“, sprach vielen Frauen aus der Seele. Pusch erhielt zahlreiche Briefe von Leserinnen, die deutlich machten, wie sehr das Buch als „Überlebenshilfe“ wirkte, manche Frauen fühlten sich ihr so nah, dass sie sich in „Offenbach“ verliebten und sie kennenlernen wollten. Im Vorwort zur Neuausgabe 1999 schrieb Pusch: „Nachdem ich ‚Sonja‘ veröffentlicht hatte, bekam ich viele Briefe von Frauen, die sich bestimmte Dinge aus dem Buch zum Vorbild nahmen. Etliche zum Beispiel setzten eine Anzeige in die Emma, andere fingen an, ihre ‚intimsten‘ Erlebnisse aufzuschreiben und öffentlich zu machen, andere gingen in eine Lesbengruppe. […] So entsteht (Frauen-)Bewegung und Veränderung. Auch ich habe mich nur getraut, weil andere vorangegangen waren.“
Der Roman wurde auch von Mainstreammedien wie der FAZ, Aspekte, dem Deutschen Allgemeinen Sonntagsblatt, Stern, der Basler Zeitung oder dem Norddeutschen Rundfunk besprochen. Letztere hoben gelegentlich auf die „sensationalistischen“ Elemente des Romans ab (Lesbianismus, Behinderung, Selbstmord und eine pseudonyme Autorin), gelegentlich wurde auch moniert, dass der Roman zu wenig „literarisch“ sei, ein Anspruch, den Pusch allerdings zurückwies: „Das Buch hatte nicht den Anspruch auf künstlerische Qualität … […] Ich schrieb mein Buch im selben Stil, wie ich Briefe an Freundinnen schrieb, es sollte ja gut lesbar sein, verständlich, direkt, authentisch. Kein literarisches Auftrumpfen: ‚Seht her, wie schön ich schreiben kann!‘“ Dessen ungeachtet wurde der Roman für den Aspekte-Literaturpreis nominiert.
Heute gilt Sonja laut Madeleine Marti als „wichtigster Verständigungstext lesbischen Lebens“ der 1980er Jahre, sie konstatiert: „Judith Offenbachs Buch prägte das öffentliche Bild und das Selbstbild von Lesben wesentlich mit.“ Jan Feddersen meinte in einem Interview mit Pusch 2023, dass das Werk auch als ein „Memoir“ betrachtet werden könne, ein Genre, das im 21. Jahrhundert mit Édouard Louis, Didier Eribon und Annie Ernaux großen Erfolg bei der Literaturkritik hatte. Als Memoir bezeichnet der Literaturwissenschaftler Carsten Rohde ein hybrides Format zwischen Autobiographie, Sachbuch und Erzählung mit gesellschafts- oder identitätspolitischer Zuspitzung.

## Ausgaben
- Judith Offenbach: Sonja. Eine Melancholie für Fortgeschrittene, Suhrkamp, Frankfurt am Main, 1980
- Luise F. Pusch: Sonja. Eine Melancholie für Fortgeschrittene, Suhrkamp, Frankfurt am Main, 1999 (Neuausgabe mit einem Vorwort der Autorin)